# Лелеков, Александр Макарович
Александр Макарович Лелеков (29 марта 1902, дер. Толстик, Новгородская губерния — 1 июня 1951, Кириллов, Вологодская область) — старший сержант Рабоче-крестьянской Красной Армии, участник Великой Отечественной войны, Герой Советского Союза (1944).

## Биография
Родился 29 марта 1902 года в деревне Толстик (ныне — Кирилловский район Вологодской области).
После окончания начальной школы работал в родительском хозяйстве.
В 1924—1925 годах проходил службу в Рабоче-крестьянской Красной Армии. Демобилизовавшись, вернулся на родину, где вступил в колхоз, был в нём сначала счетоводом, затем председателем. В 1939 году Лелеков окончил курсы трактористом, после чего работал в машинно-тракторной станции.
В 1941 году повторно был призван в армию. С 1942 года — на фронтах Великой Отечественной войны.
К марту 1944 года старший сержант Александр Лелеков командовал отделением автоматчиков разведроты 45-й механизированной бригады 5-го механизированного корпуса 6-й танковой армии 2-го Украинского фронта. Отличился во время освобождения Молдавской ССР. В ночь с 20 на 21 марта 1944 года отделение Лелекова первым переправилось через Днестр в районе города Сороки и приняло активное участие в боях за захват и удержание плацдарма на его западном берегу. В тех боях Лелеков лично уничтожил несколько вражеских солдат.
Указом Президиума Верховного Совета СССР от 13 сентября 1944 года за «образцовое выполнение боевых заданий командования на фронте борьбы с немецкими захватчиками и проявленные при этом мужество и героизм» старший сержант Александр Лелеков был удостоен высокого звания Героя Советского Союза с вручением ордена Ленина и медали «Золотая Звезда» за номером 2269.
После окончания войны Лелеков был демобилизован. Проживал в Кириллове, работал бригадиром тракторной бригады. Погиб в автомобильной катастрофе 1 июня 1951 года, похоронен на городском кладбище Кириллова.
Был также награждён медалями.
В честь Лелекова названа улица в Кириллове.